# Messier 4
Messier 4 (NGC 6121) é um aglomerado globular de estrelas na constelação de Escorpião, descoberto pelo astrônomo suíço Jean-Philippe de Chéseaux. Foi catalogado pelo astrônomo francês Charles Messier em 1764, que foi o primeiro a reconhecer o objeto astronômico como um aglomerado globular, o primeiro descoberto da história.
Tem magnitude aparente 7,1, não sendo possível observá-lo a olho nu, mas com o uso de binóculos e pequenos telescópios é possível identificá-lo como uma pequena mancha nebulosa e difusa. Suas estrelas mais brilhantes são vistas apenas com o uso de telescópios maiores. Está a uma distância de cerca de 33 900 anos-luz em relação à Terra e sua idade foi estimada em 12,2 bilhões de anos. Localiza-se a apenas 1,3° a leste de Antares, a estrela amarelada e a mais brilhante da constelação de Escorpião.

## Descoberta e visibilidade
Messier 4 foi descoberto por Jean-Philippe de Chéseaux em 1745 ou 1746, que listou-o como a décima nona entrada de seu catálogo. Também foi a entrada I.9 do catálogo de Nicolas Louis de Lacaille. O astrônomo francês Charles Messier decidiu catalogar o objeto em 8 de maio de 1764 e foi o primeiro a perceber que não era uma nebulosa, como se pensava até então, mas sim um aglomerado globular, quando Messier resolveu suas estrelas mais brilhantes, se tornando o primeiro aglomerado globular descoberto da história.
Pode ser facilmente encontrado na esfera celeste, a apenas 1,3° a oeste de Antares, a estrela vermelha e a mais brilhante da constelação de Escorpião. É visível como uma mancha difusa e circular em binóculos, e um telescópio de 0,25 metros de abertura pode resolver suas estrelas mais brilhantes, de magnitude aparente 10,8. Nesses telescópios, também é possível observar a estrutura barrada do núcleo do aglomerado.

## Características

Messier 4, Observatório Nacional de Kitt Peak

O aglomerado está a uma distância de apenas 7 200 anos-luz da Terra, considerado o aglomerado globular mais próximo da Terra até 2007, quando a distância do aglomerado FSR 1767 foi estimada em apenas 4 900 anos-luz da Terra. Chama a atenção uma estrutura em "barra" em seu núcleo, incomum para aglomerados globulares, visível em telescópios amadores. Consiste-se de estrelas de magnitude aparente 11 e tem cerca de 2,5 minutos de arco de comprimento aparente e foi primeiramente observada por William Herschel, descobridor de Urano, em 1783. Pelo menos 43 estrelas variáveis foram observadas no aglomerado. Segundo Harlow Shapley, essa estrutura barrada é devido à forma ligeiramente elispodal do aglomerado, embora essa característica não seja observada em fotografias CCD de longa exposição.
Sua magnitude absoluta faria do aglomerado um dos objetos mais brilhantes do céu noturno se não houvesse densas nuvens interestelares que obscurece o objeto e dá-lhe um aspecto avermelhado. Seu diâmetro aparente é de cerca de 36 minutos de arco, mais do que a Lua Cheia (30 minutos), o que corresponde a um diâmetro real de 75 anos-luz. Seu raio de influência gravitacional é de 70 anos-luz. Juntamente com o aglomerado globular NGC 6397. Tem uma idade estimada em 12,2 bilhões de anos.
É um aglomerado globular pouco denso, pertecente à classe IX em densidade segundo a classificação de Shapley e de Helen Sawyer Hogg, onde a classe I corresponde a aglomerados globulares muito densos, enquanto a classe XII corresponde aos menos densos. Seu núcleo tem um diâmetro de 3,6 anos-luz e seu raio de massa média (raio que compreende a metade da massa do aglomerado, a partir de seu núcleo) é de 8 anos-luz. Está se afastando radialmente da Terra a uma velocidade de 70,4 km/s e contém pelo menos 43 estrelas variáveis. Pertence à classe espectral F8 e seu índice de cor foi determinado em B-V = 1,03.
Em Astronomia, a abundância outros elementos diferentes do hidrogênio e do hélio é chamada de metalicidade, e é normalmente denotada pela razão de abundância do ferro em relação ao hidrogênio, comparados à razão encontrada no Sol. Para este aglomerado, a abundância medida de ferro é igual a:
{\displaystyle \left[{\frac {Fe}{H}}\right]\ =\ -1.07\pm 0.01}

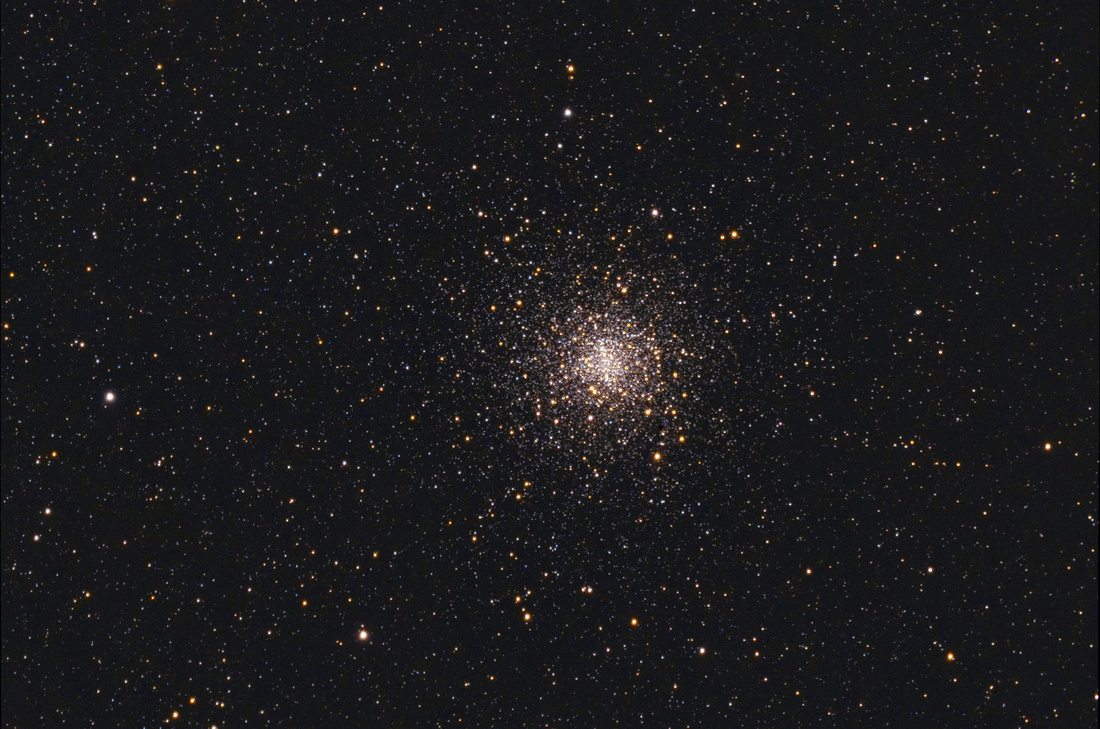
Messier 4 visto a partir de um telescópio amador

Este valor é o logaritmo da razão do ferro em relação ao hidrogênio, relacionado à mesma razão em relação ao Sol. Assim sendo, o aglomerado tem uma abundância de ferro igual a 8,5% da abundância de ferro no Sol. Baseado nessas medidas de abundância, há evidências de que o aglomerado hospeda duas populações estelares distintas. Cada uma das populações é um grupo de estrelas que se formaram ao mesmo tempo. Portanto, o aglomerado pode ter sofrido dois ciclos separados de formação estelar.
O aglomerado se movimenta uma velocidade de aproximadamente (201 ± 23) quilômetros por segundo. Orbita o centro da Via-Láctea a cada (116 ± 3) milhões de anos e tem uma excentricidade de (0,80 ± 0,03). Durante o perigaláctico (menor distância orbital em relação ao centro da Via-Láctea), o aglomerado está a cerca de (600 ± 100) parsecs do núcleo Galáctico, e no apogaláctico (maior distância), o aglomerado se afasta para (5 900 ± 300) parsecs. A inclinação orbital do aglomerado é de (23 ± 6)° em relação ao plano galáctico. Quando passa pelo plano galáctico, o aglomerado nunca está alem de 5 quiloparsecs do núcleo da Via-Láctea e a cada passagem, o aglomerado sofre choques de maré, que causa repetidas perdas de estrelas, o que pode significar que o aglormerado já foi muito mais maciço no passado.

## Estrelas notáveis
Fotografias tomadas pelo Telescópio Espacial Hubble em 1995 revelaram anãs brancas no aglomerado que estão entre as mais velhas estrelas conhecidas na Via-Láctea, com cerca de 13 bilhões de anos de idade. Uma dessas anãs brancas faz parte de um sistema binário, com um pulsar como companheiro, PSR B1620-26, com um planeta que orbita a anã branca com massa 2,5 maior do que a massa de Júpiter. Em 1987, um pulsar milissegundo foi descoberto no aglomerado, com um período de rotação de apenas três milissegundos, dez vezes mais rápido do que o Pulsar do Caranguejo.

## Galeria

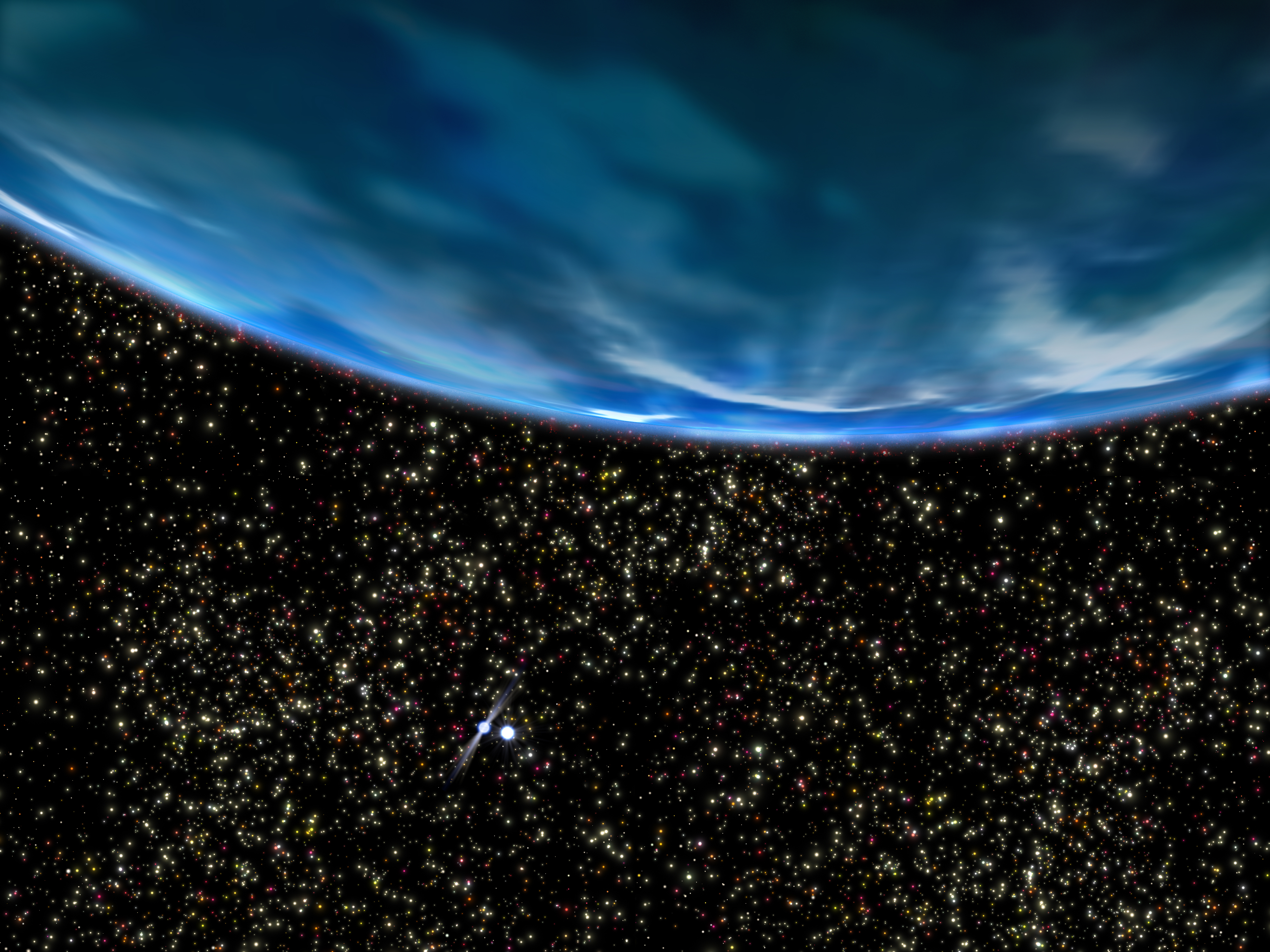
Concepção artística do planeta PSR B1620-26 b
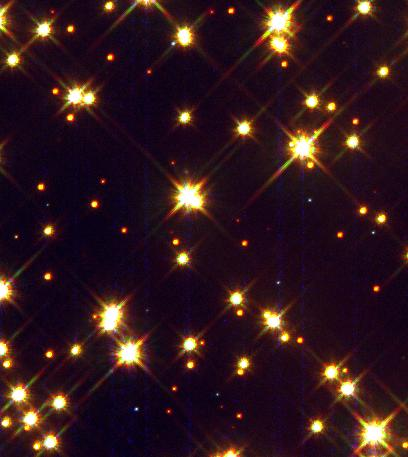
Close-up do núcleo de M4
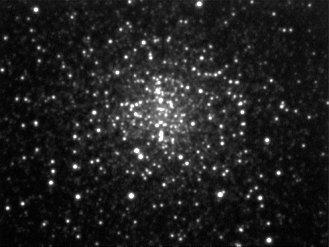
Messier 4, Ole Nielsen
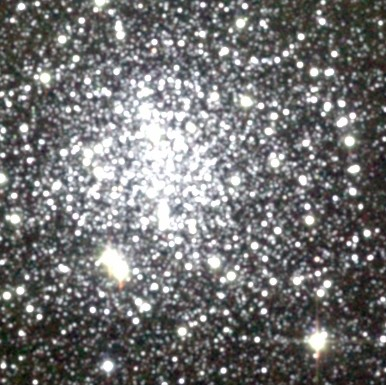
Messier 4, projeto 2MASS